# كريل مقنزع
كريل مقنزع (الاسم العلمي: Thysanopoda cristata) هو نوع من المفصليات يتبع جنس كريل مهدب القدم من الفصيلة الكريلية.